# OOO 10th
《OOO 10th》（日语：オーズ 10th）是特摄作品《假面騎士OOO》衍生的錄影帶首映故事系列作品，東映V-CINEXT的名義系列商品之一。为《平成假面骑士系列》繼《假面骑士W RETURNS》、《鎧武外傳》、《Drive SAGA》、《Ghost RE:BIRTH》、《EX-AID Trilogy Another·Ending》、《Build NEW WORLD》及《假面騎士ZI-O NEXT TIME》後第八套錄影帶首映作品。

## 概要
- 本作為《平成假面骑士系列》的第8套OV作品，也是《假面騎士OOO》的十周年紀念作品。
- 本作的時間點為《假面騎士OOO》本篇最終話的十年後[1]。

## 假面騎士OOO 10th 復活的核心硬幣

### 本作特色
- 本作為《假面騎士OOO》十週年紀念作兼完結篇[2]。
- 本作首次出現於完結篇登場與電視版主角假面騎士外觀相近且為改色版的反派假面騎士。
- 本作為繼《d Video特别篇 假面骑士4号》和《RIDER TIME 假面騎士ZI-O VS Decade / 7人的ZI-O！》之后，再有電視版主角假面騎士阵亡[3]的《假面騎士系列》作品。

- 关于主角假面騎士火野映司的死去，编剧毛利亘宏表明，为了满足复活Ankh的条件，要付出很大的代价，而映司背负了太深的「業力」，无法面对大团圆的结局，他没有逃避自己没能拯救一个女孩的遗憾，而是带着这个事实生活[4]。毛利表示，这一切不得不以悲伤的方式结束，映司在完成自己的美好愿望的地方死去，然而，可以把Ankh的复活看成是映司用自己的生命换来的，映司继续活在Ankh的记忆中，是另一种意义上的“接近永恒的生命”[4]。

### 故事概要
西曆2021年，世界被混亂和恐怖包圍著。
古代OOO，跨越800年以後再次地復活。人類瀕臨滅絕的危機時，旅行中的火野映司歸來。作為反抗者的他，與後藤慎太郎及伊達明，還有泉比奈等人攜手戰鬥。
與ANKH再次相遇的「某日的明天」會實現嗎…。

### 登場人物
火野映司（ひの えいじ）（渡部秀飾）
假面騎士OOO的變身者。
在本篇劇情結尾時為了找尋復活搭檔Ankh的方法而旅行於全世界。
在與古代OOO的戰鬥中因保護小女孩而死亡，死前釋放自身的欲望而使Ankh復活。
Ankh（三浦涼介飾）
假面騎士OOO的變身者，鳥系幹部怪人的人類型態，映司的搭檔。
有著吃冰棒的愛好。
在本篇劇情中因所屬的核心硬幣碎裂而消散，映司透過旅行找尋復活他的方法。
經由火野映司死前釋放自身的欲望而正式復活。
泉比奈（いずみ ひな）（飾）
映司的友人，Ankh曾借體行動的刑警泉信吾之妹。
後藤慎太郎（ごとう しんたろう）（君嶋麻耶飾）
假面騎士Birth及假面騎士Birth X的變身者。

伊達明（だて あきら）（岩永洋昭飾）
假面騎士Birth的變身者。
里中惠理（さとなか エリカ）（有末麻祐子飾）
鴻上光生的秘書。
白石知世子（しらいし ちよこ）（甲斐麻理惠飾）
可可樹餐廳的店長。
鴻上光生（こうがみ こうせい）（宇梶剛士飾）
鴻上基金會的會長。
泉信吾（いずみ しンご）（三浦涼介二飾）
比奈的哥哥。
在Ankh復活時，還是暫時附身在他身上。
Uva（山田悠介飾）
昆蟲系幹部怪人的人類型態。
在本篇劇情因失去所屬的核心硬幣而消散。
本作中被古代OOO重新復活，但最後連帶核心硬幣被古代OOO給吸收入體。
Kazari（橋本汰斗飾）
貓系幹部怪人的人類型態。
在本篇劇情因失去所屬的核心硬幣而消散。
本作中被古代OOO重新復活，但最後連帶核心硬幣被古代OOO給吸收入體。
Mezool（矢作穂香飾）
水棲系幹部怪人的人類型態。
在本篇劇情因失去所屬的核心硬幣而消散。
本作中被古代OOO重新復活，但最後連帶核心硬幣被古代OOO給吸收入體。
Gamel（松本博之飾）
重力系幹部怪人的人類型態。
在本篇劇情因失去所屬的核心硬幣而消散。
本作中被古代OOO重新復活，但最後連帶核心硬幣被古代OOO給吸收入體。

#### 本作登場人物
Goda
假面騎士OOO及假面騎士Goda的變身者。
為鴻上基金会基于火野映司的欲望制造的人造核心硬幣所誕生出的Greeed，在映司臨死之際，附身到映司身上，拥有映司的记忆，声称要完成映司的欲望。其在與Ankh一同將800年前的OOO消滅時，將剩餘的核心硬幣吸入體內成為了假面騎士Goda，在最後跟Ankh的決戰中被鳥系永恆聯組擊敗。

### 本作登場假面騎士

#### 假面騎士OOO
變身者：Ankh（替身演員：淺井宏輔、CV：三浦涼介）
原文： / Kamen Rider OOO
形態
| 形態名稱                               | 簡介 | 外觀                                                       | 能力                                                                        | 必殺技                                                                       |
| TaJaDol COMBO Eternity 鷹孔鷲聯組 永恆 | OOO Driver 搭配 TAKA Eternity 、 KUJAKU Eternity 和 CONDOR Eternity Core Medal變身的形態。 身高：212.0cm 體重：93.0kg 拳擊力：12.5t 踢擊力：27.0t 跳躍力：260.0m 行動速度：2.8秒（100m） | 全身以紅、黃、綠色為主，左手追加武裝「TaJanity Spinner」。 | 特殊形態。 擁有超越鷹孔鷲聯組的戰鬥力，能使用TaJanity Spinner釋放火焰攻擊。 | Eternity Blazer 原文： Eternitynence Drop 原文： Eternity Magna Blaze 原文： |

#### 假面騎士Birth X
變身者：後藤慎太郎（替身演員：原隆太、CV：君嶋麻耶）
原文： / Kamen Rider BIRTH X
形態
| 形態名稱         | 簡介 | 外觀                         | 能力 | 必殺技            |
| Default 基本形態 | Birth Driver X 搭配 EBI 、 KANI 和 SASORI Core Medal變身的形態。 身高：203.0cm 體重：105.0kg 拳擊力：4.3t 踢擊力：11.7t 跳躍力：75.0m 行動速度：4.6秒（100m） | 全身以黑、橘、紫、藍色為主。 | 雖然處於試作階段，但能發揮出超越原本Birth的戰鬥力。 右臂能展開「蟹臂」武裝，射出伴隨爆炸的能量給予傷害。 | Core Burst 原文： |

#### 古代王 假面騎士OOO
變身者：800年前的王（替身演員：田中佳人、CV：谷昌樹）
原文： / Ancient King Kamen Rider OOO
形態
| 形態名稱                          | 簡介 | 外觀                                       | 能力                                                                                          | 必殺技 |
| TaToBa COMBO 鷹虎蝗聯組           | OOO Driver 搭配 TAKA 、 TORA 和 BATTA Core Medal變身的形態。 身高：198.0cm 體重：99.0kg 拳擊力：9.5t 踢擊力：25.2t 跳躍力：189.0m 行動速度：3.4秒（100m）   | 全身以赤銅、黃、綠色為主。                 | 基本形態。 擅長使用Medajalibur（メダジャリバー）施展的劍技，能釋放出破壞光。                  |        |
| Greeed Absorbed Form Greeed吸收態 | 基本形態下吸收昆蟲系、貓系、重力系、水棲系Greeed變化的形態。 身高：201.0cm 體重：108.0kg 拳擊力：10.8t 踢擊力：26.2t 跳躍力：198.0m 行動速度：3.1秒（100m） | 全身以赤銅、黃、淺綠、綠、淺藍、黑色為主。 | 特殊形態。 各部位寄宿著不同的能力，能將其中蘊含的Greeed力量增幅、利用，發揮出壓倒性的戰鬥力。 |        |

#### 假面騎士GODA
變身者：Goda（替身演員：田中佳人、CV：日野聰）
原文： / Kamen Rider Goda
形態
| 形態名稱         | 簡介 | 外觀                                   | 能力 | 必殺技                                          |
| Default 基本形態 | 吸收古代王的硬幣後，OOO Driver 搭配 Goda MUKADE、Goda HACHI 和 Goda ARI Core Medal變身的形態。 身高：201.0cm 體重：114.0kg 拳擊力：11.2t 踢擊力：26.5t 跳躍力：210.0m 行動速度：3.0秒（100m） | 全身以黑、紫、黃、綠、水藍、銀色為主。 | 能自由操控各部位核心硬幣蘊含的Greeed力量，展開雙臂的外骨骼來撕裂敵人，發揮出與古代王 假面騎士OOO Greeed吸收態匹敵的戰鬥力。 | Desire Blast 原文： Desire Breaking Claw 原文： |

### 本作限定登場道具

#### 變身道具
- Birth驅動器X

原文： /  BIRTH DRIVER X
鴻上基金會所開發的全新腰帶，為Birth驅動器的強化版本。
因新增的側掛裝置 - X元件（Xユニット）的關係，能像OOO驅動器一樣能嵌入核心硬幣進行變身。

#### 專屬武器
- TAJANITY SPINNER

原文： / TAJANITY SPINNER
假面騎士OOO鷹孔鷲聯組 永恆的專屬武器，外觀與TAJA SPINNER相似。

### 核心硬幣（Core Medal）
| 英文名稱        | 日文名稱           | 中文名稱 | 種類     | 能力                                   | 備註 |
| --------------- | ------------------ | -------- | -------- | -------------------------------------- | --- |
| Taka Eternity   | タカエタニティ     | 獵鷹永恆 | 鳥系永恆 | 假面騎士OOO：變身成鷹孔鷲聯組 永恆。   | 藉由映司及安酷兩人的心意合而為一由獵鷹、孔雀、禿鷹三枚鳥系核心硬幣變化而成。 不同於核心硬幣單一配色，永恆核心硬幣採取紅、黃、綠三層配色。 |
| Kujaku Eternity | クジャクエタニティ | 孔雀永恆 | 鳥系永恆 | 假面騎士OOO：變身成鷹孔鷲聯組 永恆。   | 藉由映司及安酷兩人的心意合而為一由獵鷹、孔雀、禿鷹三枚鳥系核心硬幣變化而成。 不同於核心硬幣單一配色，永恆核心硬幣採取紅、黃、綠三層配色。 |
| Condor Eternity | コンドルエタニティ | 禿鷹永恆 | 鳥系永恆 | 假面騎士OOO：變身成鷹孔鷲聯組 永恆。   | 藉由映司及安酷兩人的心意合而為一由獵鷹、孔雀、禿鷹三枚鳥系核心硬幣變化而成。 不同於核心硬幣單一配色，永恆核心硬幣採取紅、黃、綠三層配色。 |
| Ebi             | エビ               | 蝦子     | 甲殼系   | 假面騎士Birth：變身成假面騎士Birth X。 | 鴻上基金會所開發的人造核心硬幣。 |
| Kani            | カニ               | 螃蟹     | 甲殼系   | 假面騎士Birth：變身成假面騎士Birth X。 | 鴻上基金會所開發的人造核心硬幣。 |
| Sasori          | サソリ             | 蠍子     | 甲殼系   | 假面騎士Birth：變身成假面騎士Birth X。 | 鴻上基金會所開發的人造核心硬幣。 |
| Goda Mukade     | ゴーダムカデ       | Goda蜈蚣 | 節肢系   | GODA：變身成假面騎士GODA。             | 鴻上基金會所開發的人造核心硬幣。 但在開發過程中意外產生出Greeed。                                                                         |
| Goda Hachi      | ゴーダハチ         | Goda蜜蜂 | 節肢系   | GODA：變身成假面騎士GODA。             | 鴻上基金會所開發的人造核心硬幣。 但在開發過程中意外產生出Greeed。                                                                         |
| Goda Ari        | ゴーダアリ         | Goda螞蟻 | 節肢系   | GODA：變身成假面騎士GODA。             | 鴻上基金會所開發的人造核心硬幣。 但在開發過程中意外產生出Greeed。                                                                         |

### 樂曲

#### 主題曲
「 Anything Goes! 10th mix 」
- 演唱：大黒摩季
- 作詞：藤林聖子
- 作曲：tatsuo
- 編曲：tatsuo 、 中川幸太郎 、五十嵐"IGAO"淳一

### 演員
- 火野映司 - 渡部秀
- ANKH - 三浦涼介
- 泉比奈 -
- 後藤慎太郎 - 君嶋麻耶
- 伊達明 - 岩永洋昭
- 里中惠理 - 有末麻祐子
- 白石知世子 - 甲斐麻理惠
- 鴻上光生 - 宇梶剛士
- UVA - 山田悠介
- KAZARI - 橋本汰斗
- MEZOOL - 矢作穂香
- GAMEL - 松本博之

#### 聲演
- MEZOOL - 尤加奈
- GODA - 日野聰
- 旁白 - 中田讓治

#### 替身
- 假面騎士OOO - 淺井宏輔
- 假面騎士BIRTH X（後藤） - 原隆太
- 假面騎士BIRTH（伊達） - 岩上弘數
- 腕ANKH - 藤田慧
- UVA - 松岡航平
- KAZARI - 鈴木大樹
- MEZOOL - 古屋貴士
- GAMEL - 熊本敬介
- 古代OOO - 田中佳人

## 假面騎士BIRTH BIRTH X 誕生秘史

### 本作特色
- 本作為《假面騎士OOO 10th 復活的核心硬幣》的平行番外篇作品。
- 本作以假面騎士BIRTH/後藤慎太郎作為主角。

### 故事概要
鴻上基金會為了對抗復活的Greeed而開發出「Birth驅動器X」，但在實驗中，裝備者後藤慎太郎突然消失了身影。
因驅動器能量失控，後藤被傳送到平行世界。在那個世界，泉比奈作為假面騎士OOO的身分戰鬥！？
而這個世界的火野映司、泉比奈、伊達明等人，與後藤原本所在的世界明顯不同，讓不知所措的後藤更加困惑的事情接連發生。
幫助無論如何想回到原本世界的後藤的人是映司，Greeed，還是謎一樣的「博士」呢？

### 登場人物
後藤慎太郎（ごとう しんたろう）（君嶋麻耶飾）
假面騎士Birth X的變身者。
在測試Birth驅動器X時誤入平行世界，最後在平行世界的眾人協助下成功回到原本的世界。
泉比奈（いずみ ひな）（飾）
在平行世界中為假面騎士OOO的變身者。
火野映司（ひの えいじ）（渡部秀飾）
比奈的友人。
在平行世界中為非幪面超人OOO的變身者。
白石知世子（しらいし ちよこ）（甲斐麻理惠飾）
在平行世界中為假面騎士Birth的變身者。
伊達明（だて あきら）（岩永洋昭飾）
協助測試Birth驅動器X的成員之一。
在平行世界中為伊達基金會的會長，恐龍系幹部怪人。
鴻上光生（こうがみ こうせい）（宇梶剛士飾）
鴻上基金會的會長。
里中惠理（さとなか エリカ）（有末麻祐子飾）
鴻上光生的秘書，協助測試Birth驅動器X的成員之一。
在平行世界中為伊達明的秘書。
Ankh（三浦涼介飾）
在平行世界中為伊達基金會的博士。
Uva（山田悠介飾）
昆蟲系幹部怪人的人類型態。
在平行世界中為比奈的搭檔之一，設定為附身在火野映司的哥哥身體上。
Kazari（橋本汰斗飾）
貓系幹部怪人的人類型態。
在平行世界中為比奈的搭檔之一，設定為附身在火野映司的弟弟身體上。
Mezool（矢作穂香飾）
水棲系幹部怪人的人類型態。
在平行世界中為比奈的搭檔之一，設定為附身在火野映司的妹妹身體上。
Gamel（松本博之飾）
重力系幹部怪人的人類型態。
在平行世界中為比奈的搭檔之一，設定為附身在火野映司家附近的叔叔身體上。

### 樂曲

#### 主題曲
「 Anything Goes! Happy 10th ver. 」
- 演唱：渡部秀、三浦涼介、高田里穂
- 作詞：藤林聖子
- 作曲、編曲：tatsuo

### 演員
- 後藤慎太郎 - 君嶋麻耶
- 火野映司 - 渡部秀
- ANKH - 三浦涼介
- 泉比奈 -
- 伊達明 - 岩永洋昭
- UVA - 山田悠介
- KAZARI - 橋本汰斗
- MEZOOL - 矢作穂香
- GAMEL - 松本博之
- 里中惠理 - 有末麻祐子
- 白石知世子 - 甲斐麻理惠
- 鴻上光生 - 宇梶剛士

## 製作人員
- 原作 - 石之森章太郎
- 劇本 - 毛利亘宏
- 音樂 - 中川幸太郎
- 動作導演 - 宮崎剛
- 導演 - 田﨑龍太

## 外部連結
- 《假面騎士OOO 10th 復活的核心硬幣 官方網站 （页面存档备份，存于）》
- OOO 10th的X（前Twitter）